# Anthony Braxton
Anthony Braxton (ur. 4 czerwca 1945 w Chicago) – amerykański kompozytor, saksofonista, klarnecista, flecista, pianista, bandlider i filozof. Braxton jest jednym z najbardziej płodnych amerykańskich żyjących muzyków-kompozytorów; jego dorobek, licząc od lat 60., to ponad 100 albumów. Spośród bogatego instrumentarium, którym się posługuje, wymienić należy flet, saksofony: sopraninowy, sopranowy, C-Melody, altowy Es i F, barytonowy, basowy i kontrabasowy oraz klarnety: sopranowy, sopranowy Es i kontrabasowy. Laureat NEA Jazz Masters Award 2014.
Krytyk Chris Kelsey napisał o nim: „Pomimo faktu, że Braxton zademonstrował autentyczną, wręcz osobliwą zdolność grania klasycznych form (inspirowaną twórczością muzyków takich jak Warne Marsh, John Coltrane, Paul Desmond, czy Eric Dolphy) – nigdy tak naprawdę nie został zaakceptowany przez jazzowe elity, ponieważ zadurzył się w muzyce niejazzowych artystów, takich jak John Cage czy Karlheinz Stockhausen. Większość jazzmenów głównego nurtu (chociażby Wynton Marsalis) uważa wręcz, że muzyka Braxtona nie ma nic wspólnego z jazzem. Jak zwał, tak zwał; nie sposób kwestionować jego oryginalności. Anthony Braxton stworzył muzykę o gigantycznej wprost złożoności i pasji niepodobnej do niczego, co dotychczas znane”.

## Życiorys
We wczesnej fazie kariery Braxton przewodził trio z udziałem skrzypka Leroya Jenkinsa i trębacza Wadady Leo Smitha. Był również zaangażowany w stowarzyszeniu Association for the Advancement of Creative Musicians w swoim mieście rodzinnym, Chicago.
W 1968 Braxton nagrał podwójną płytę długogrającą For Alto. Pomimo tego, że istniały już pozbawione akompaniamentu nagrania saksofonowe (np. „Picasso” Colemana Hawkinsa), For Alto było pierwszym tego typu pełnym albumem. Utwory na nim zawarte dedykowane zostały m.in. Cecilowi Taylorowi i Johnowi Cage’owi. Wpłynął on na twórczość artystów takich jak Steve Lacy (saksofon sopranowy) czy George Lewis (puzon), którzy wydali wkrótce swoje własne, uznane albumy solowe.
Braxton dołączył ok. 1970 r. do trio Chicka Corei (Dave Holland – kontrabas, Barry Altschul – perkusja), tworząc krótko istniejący awangardowy kwartet Circle. Corea zdecydował się opuścić grupę, tworząc swój podążający nurtem jazz fusion Return to Forever, jednakże Holland i Altschul pozostali z Braxtonem przez większą część lat 70. jako trzon kwartetu z różnymi, uzupełniającymi sekcję dętą muzykami (w rolę tę wcielili się m.in. trębacz Kenny Wheeler oraz puzoniści George Lewis i Ray Anderson). Grupa swoje nagrania wydawała pod szyldem Arista Records. Wspomniane trio, wraz z saksofonistą Samem Riversem, nagrało Conference of the Birds Hollanda (wyd. ECM). Braxton w latach 70. nagrywał również w duecie z Lewisem i Richardem Teitelbaumem.
W 1975 wypuścił album zatytułowany Muhal (wyd. Muse Records) wraz z Creative Construction Company, grupą w składzie Richard Davis (bas), Muhal Richard Abrams (wiolonczela), Steve McCall (perkusja), Muhal Richard Abrams (fortepian), Wadada Leo Smith (trąbka) i Leroy Jenkins (skrzypce).
Pod koniec lat siedemdziesiątych nagrał dwa albumy w dużych składach: Creative Orchestra Music 1976, inspirowany jazzem amerykańskim i tradycjami orkiestr marszowych oraz For Four Orchestras (oba albumy wyd. Arista).
Regularny skład działającej najdłużej formacji Braxtona w latach 80. i wczesnych 90. stanowił kwartet z udziałem Marilyn Crispell (fortepian), Marka Dressera (kontrabas) i Gerry’ego Hemingwaya (perkusja).
Braxton nagrywał również i współpracował z licznymi, swobodnie improwizującymi muzykami takimi jak Derek Bailey, Evan Parker, z Globe Unity Orchestra, jak również z tuzami „zwyczajnego” świata jazzowego, pokroju Maxa Roacha. Na przestrzeni lat występował z artystami takimi jak Mal Waldron, Dave Douglas, Ornette Coleman, Dave Brubeck, Lee Konitz, Peter Brötzmann, Willem Breuker, Muhal Richard Abrams, Steve Lacy, Roscoe Mitchell, Pat Metheny, Andrew Cyrille, Misha Mengelberg, Chris Dahlgren, Lauren Newton, pośród wielu innych.
W 1994 roku otrzymał nagrodę MacArthur Fellowship. W latach 1995–2006 jego twórczość jako kompozytora skoncentrowała się prawie wyłącznie na cyklu, który określił mianem Ghost Trance Music, wprowadzającym w jego muzyce ustabilizowany rytm i dającym możliwość jednoczesnego odgrywania dowolnego jej fragmentu przez muzyków. Większość z najwcześniejszych nagrań Ghost Trance wydana została pod jego własnym szyldem Braxton House (obecnie już niedziałającym). Końcowe nagrania cyklu wykonywał w 2006 z udziałem „12+1tet” w klubie Iridium (Nowy Jork); kompletna, czterodniowa sesja muzyków została zarejestrowana i wydana w 2007 przez Firehouse 12.
Oprócz powyższego, w latach dziewięćdziesiątych i na początku XXI w. Braxton stworzył olbrzymią ilość „zwyczajnych” nagrań, w których często występował – inaczej niż zwykle – jako pianista. W roli tej grywał już w latach siedemdziesiątych i osiemdziesiątych, rzadko jednak rejestrując tego rodzaju występy; od niedawna dostępne są wielopłytowe nagrania tego materiału, wraz z podsumowującym je czteropłytowym wydaniem CD z trasy koncertowej w 2003 (wyd. Leo Records).
Do współczesnych prac tego artysty należy zaliczyć szereg kompozycji takich jak Falling River Musics, udokumentowanych na 2+2 Compositions (482 Music, 2005).
W 2013 roku Braxton zaczął udostępniać na swojej stronie internetowej za darmo bootlegi z koncertów z całej swojej kariery.
Braxton studiował filozofię na Roosevelt University. Wykładał w Mills College; obecnie jest profesorem muzyki na Wesleyan University w Middletown, Connecticut, nauczając kompozycji, improwizacji i historii muzyki.
Muzykiem jest również jeden z jego synów, Tyondai Braxton, w latach 2002–2010 gitarzysta, klawiszowiec i wokalista amerykańskiego zespołu Battles.
Oprócz kariery muzycznej, Braxton jest również zapalonym szachowym graczem.

## Muzyka
Muzyka Braxtona nie poddaje się kategoryzacji, dlatego też lubi się on odnosić do swoich prac (jak również prac jego współpracowników i uczniów) używając prostego miana „muzyki kreatywnej”. W wielu wywiadach podkreśla, iż nie jest muzykiem jazzowym, chociaż ogrom jego twórczości korzysta z osiągnięć jazzu i improwizacji, jak również fakt wydania przez niego wielu albumów ze standardami jazzowymi. Oprócz nich, Braxton jest autorem (wciąż rosnącej liczby) prac na większą skalę (orkiestralnych), w tym dwóch cykli oper.
W jego muzyce można zauważyć silne wpływy teorii i mistycyzmu, które opisuje w swoich wielotomowych publikacjach, jak np. Triaxium Writings czy Composition Notes (wyd. Frog Peak Music). Pomimo że kompozycje i improwizację Braxtona można określić mianem nurtu awangardowego, wiele spośród nich nacechowanych jest swingującym charakterem i 'kanciastym' rytmem, charakterystycznym dla Charliego Parkera i tradycji bebopu.

### Nazewnictwo kompozycji i tytuły
Braxton znany jest z charakterystycznej konwencji nazewnictwa swoich utworów, przedstawianej w postaci diagramów, zwykle opatrzonych niezrozumiałymi cyframi i literami.
Niekiedy mają one bezpośredni związek z muzyką; przykładowo, na albumie For Trio, tytuł-diagram wskazuje fizyczne miejsca, gdzie znajdowali się muzycy, jednak w większości przypadków trudno odnaleźć jednoznaczny sens. Czasami tytuły stanowią zapis nutowy, sugerujący wykonawcy, w jaki sposób zagrać utwór; innym razem, litery dają się odczytać jako inicjały przyjaciół i współwykonawców Braxtona itd.
Sam kompozytor w żartobliwy sposób odmawia wyjaśnienia ich znaczenia, twierdząc, że sam wciąż jest na etapie jego odkrywania. Ostatecznie, Braxton zdecydował się użyć systemu numeracji dzieł (opus), aby ułatwić odnoszenie się do poszczególnych z nich; wcześniejsze kompozycje otrzymały adekwatną numerację wsteczną.
Aż do późnych lat osiemdziesiątych, tytuły Braxtona stawały się coraz bardziej zawiłe. Pojawiać się w nich zaczęły rysunki i ilustracje, np. w czteroczęściowym cyklu operowym, Trillium R. W innych zawarte zostały „ożywione” obrazy martwej natury, głównie wagonów kolejowych (te ostatnie głównie w ramach nurtu Ghost Trance Music).

### Obecne zaangażowanie
Anthony Braxton, pomimo swojego wieku, wciąż występuje w składach o różnej wielkości. Jego dorobek w chwili obecnej obejmuje ponad 350 kompozycji. Ostatnio ukończył kolejną partię utworów z cyklu Ghost Trance Music i od niedawna wykazuje zainteresowanie trzema nowymi systemami: The Diamond Curtain Wall Trio, w którym wykorzystuje złożony język programowania do generowania dźwięku SuperCollider, Falling River Musics oraz muzyką Echo Echo Mirror House.

## Dyskografia
- 1968 	 Three Compositions of New Jazz
- 1968 	 For Alto(inne języki)
- 1969 	 Anthony Braxton [Affinity]
- 1969 The 8th of July 1969 w/ Gunter Hampel(inne języki) [Birth Records]
- 1971 Récital Paris 1971 [live] [Futura]
- 1971 	 Together Alone	 	Delmark
- 1971 Circle(inne języki): Paris Concert [live]
- 1972 	 Saxophone Improvisations, Series F (America)
- 1972 	 Town Hall (1972) [live] (with Jeanne Lee(inne języki))
- 1974 	 In the Tradition, Vol. 1
- 1974 	 In the Tradition, Vol. 2
- 1974 	 Quartet Live at Moers New Jazz Festival
- 1974 	 Duo, Vols. 1 and 2
- 1974 	 First Duo Concert [live]
- 1974 	 Trio and Duet	Sackville
- 1974 	 New York, Fall 1974
- 1974 	 Live at Wigmore
- 1975 	 Five Pieces (1975)
- 1975 	 Anthony Braxton Live
- 1975 	 The Montreux/Berlin Concerts [live]
- 1975 	 Live
- 1976 	 Creative Orchestra Music (1976)
- 1976 	 Elements of Surprise: Braxton/Lewis(inne języki) Duo
- 1976 	 Duets (1976)
- 1976 	 Donaueschingen (Duo) 1976
- 1976 	 Quartet (Dortmund) 1976 [live]
- 1976 	 Solo: Live at Moers Festival
- 1977 	 Four Compositions (1973)
- 1978 	 Creative Orchestra (Köln) 1978
- 1978 	 For Four Orchestras
- 1978 	 Alto Saxophone Improvisations (1979)
- 1978 	 Birth and Rebirth (with Max Roach)
- 1978 	 NW5-9M4: For Trio
- 1979 	 Performance (9-1-1979) [live]
- 1979 	 With Robert Schumann String Quartet
- 1979 	 Seven Compositions (1978)
- 1980 	 For Two Pianos
- 1980 	 The Coventry Concert [live]
- 1981 	 Composition No. 96
- 1981 	 Six Compositions: Quartet
- 1982 	 Open Aspects (Duo) 1982
- 1982 	 Four Compositions (Solo, Duo & Trio)
- 1982 Six Duets (1982)
- 1983 Four Compositions (Quartet) 1983
- 1983 Composition No. 113
- 1984 Prag (Quartet-1984) [live]
- 1985 Seven Standards (1985), Vol. 2(inne języki)
- 1985 London (Quartet-1985) [live]
- 1985 Seven Standards (1985), Vol. 1(inne języki)
- 1985 Quartet (London) 1985 [live]
- 1985 Six Compositions (Quartet) 1984
- 1985 Szabraxtondos (Duo with György Szabados) 1985 Hungary
- 1986 Five Compositions (Quartet), 1986
- 1986 Moment Précieux [live]
- 1987 Six Monk's Compositions (1987)
- 1987 ... If My Memory Serves Me Right
- 1988 19 (Solo) Compositions (1988)
- 1988 Victoriaville 1988 [live]
- 1988 2 Compositions (Järvenpää) 1988, Ensemble
- 1988 Kol Nidre
- 1988 The Aggregate
- 1988 London Solo (1988)
- 1989 Eugene (1989)
- 1989 7 Compositions (Trio) 1989
- 1989 Vancouver Duets (1989)
- 1989 2 Compositions (Ensemble) 1989/1991
- 1989 Eight (+3) Tristano Compositions, 1989
- 1991 8 Duets: Hamburg 1991
- 1991 Duo (Amsterdam) 1991 [live]
- 1991 Composition No. 107 (Excerpt, 1982)/In CDCM
- 1991 Composition No. 98
- 1992 Wesleyan (12 Altosolos) 1992
- 1992 Willisau (Quartet) 1991[Pt. 2] [live]
- 1992 Composition No. 165 (For 18 Instruments)
- 1992 (Victoriaville) 1992 [live]
- 1993 Duets (1993)
- 1993 9 Standards (Quartet) 1993 [live]
- 1993 Trio (London) 1993 [live] (Leo)
- 1993 12 Compositions: Oakland, July 1993
- 1993 Quartet (Santa Cruz) 1993 [live]
- 1993 Charlie Parker Project 1993
- 1993 Duo (Leipzig) 1993
- 1993 Duo (London) 1993
- 1994 Composition No. 174: For Ten Percussionists
- 1994 Small Ensemble Music (Wesleyan) 1994 [live]
- 1994 Duo (Wesleyan) 1994
- 1994 Knitting Factory (Piano/Quartet) 1994, Vol. 2 [live]
- 1995 11 Compositions
- 1995 10 Compositions (Duet) 1995
- 1995 Performance Quartet
- 1995 Octet (New York) 1995
- 1995 Solo Piano (Standards) 1995
- 1995 Two Lines Lovely Music
- 1995 Knitting Factory (Piano/Quartet) 1994, Vol. 1 [live]
- 1995 4 Compositions (Quartet) 1995
- 1995 Seven Standards 1995
- 1996 Composition No. 192
- 1996 Composition No. 193 [live]
- 1996 Tentet (New York) 1996 [live]
- 1996 Live at Merkin Hall
- 1996 14 Compositions (Traditional) 1996
- 1996 Composition No. 102: For Orchestra & Puppet Theatre
- 1996 Sextet (Istanbul) 1996
- 1996 Composition No. 173
- 1997 Silence/Time Zones
- 1997 Amsterdam 1991 [live]
- 1997 4 Compositions (Quartet) 1995
- 1998 Compositions No. 10 & No. 16 (+101)
- 1999 Duets (1987)
- 1999 4 Compositions (Washington D.C.) 1998
- 1999 News from the ’70s 1971–1976 [live]
- 1999 Trillium R [4-CD boxset opera]
- 2000 Composition No. 94:
- 2000 Quintet (Basel) 1977 [live]
- 2000 10 Compositions (Quartet) 2000
- 2000 9 Compositions (Hill) 2000
- 2001 Compositions/Improvisations 2000
- 2001 Composition No. 247
- 2001 Composition No. 169 + (186 + 206 + 214)
- 2001 Four Compositions (GTM) 2000
- 2001 8 Compositions (Quintet) 2001
- 2002 This Time
- 2002 Duets [Wesleyan] 2002
- 2002 8 Standards (Wesleyan 2001) [live]
- 2002 Solo (Köln) 1978
- 2002 Ninetet (Yoshi's) 1997, Vol. 1
- 2003 Four Compositions (GTM) 2000
- 2003 	 Two Compositions (Trio) 1998 [live]
- 2003 	 Solo (Milano) 1979, Vol. 1 [live]
- 2003 	 Anthony Braxton [2003]
- 2003 	 Ninetet (Yoshi's) 1997, Vol. 2 [live]
- 2003 	 Solo (NYC) 2002 [live]
- 2003 23 Standards (Quartet) 2003
- 2003 20 Standards (Quartet) 2003
- 2004 Shadow Company (2004)
- 2004 4 Improvisations (Duets) 2004
- 2005 Quintet (London) 2004 Live at the Royal Festival Hall
- 2006 Compositions 175 & 126 (for Four Vocalists And Constructed Environment) [with The Creative Jazz Orchestra]
- 2006 Sextet (Victoriaville) 2005
- 2006 Black Vomit (with Wolf Eyes(inne języki))
- 2006 ABCD (NotTwo) with Chris Dahlgren(inne języki)
- 2006 4 Compositions (Ulrichsberg) 2005
- 2007 9 Compositions (Iridium) 2006
- 2007 Duets 1995 (with Joe Fonda(inne języki)) [reissue]
- 2008 Quartet (GTM) 2006
- 2008 4 Improvisations (with Joe Morris(inne języki)) (4CD)
- 2008 The Complete Arista Recordings (Mosaic) (8CD)
- 2008 Quartet (Moscow) 2008 (Leo)
- 2008 Beyond Quantum (with Milford Graves(inne języki): Percussion; William Parker: Bass)
- 2011 Anthony Braxton (Cam London Ltd) (zremasterowane wydanie wszystkich nagrań artysty dokonanych dla Black Saint i Soul Note na 8 dyskach: Birth and Rebirth, Four Compositions (Quartet), Six Compositions (Quartet), Five Compositions (Quartet), Six Monk's Compositions, 4 (Ensemble) Compositions, Eugene i Composition No. 173)